# Maruhan
K.K. Maruhan (jap. 株式会社マルハン, Kabushiki kaisha Maruhan, engl. Maruhan Corporation) ist ein japanisches Unternehmen mit Sitz in Kyōto.
Das Unternehmen wurde im Mai 1957 gegründet und wird als Unterhaltungsunternehmen von dem Japaner Han Chang-Woo geleitet. Maruhan bietet Wetten in Japan an. Des Weiteren werden Pachinko-Hallen betrieben.
Tochterunternehmen sind unter anderem MM International, Ltd., MARUHAN Dining, Ltd. (ehemaliger Unternehmensname war M Foods Co., Ltd.), Maruhan Cambodia Corporation und MARUHAN Japan Bank Plc.